# Барикадите
„Барикадите“ е защитена местност в България, разположена на територия с площ от 119,7 хектара в Средна гора.

## Описание
Местността е заведена под код 235 в Регистъра на защитените територии и защитените зони в България. Припокрива се със защитена зона „Средна гора“ по Директивата за птиците. Защитената местност е обявена със Заповед № 77 от 3 февруари 1986 г. (бр. 16/1986 на Държавен вестник).
Попада на границата между 2 общини, разделяща землищата на с. Старосел, Община Хисаря, Област Пловдив и гр. Копривщица, Община Копривщица, Софийска област. Стопанисва се от Държавно горско стопанство „Хисар“ и ДГС „Копривщица“, под контрола съответно на РИОСВ в Пловдив и РИОСВ в София.
С обявяването на местността за защитена се цели опазване на буковите гори и характерния ландшафт с широколистни горски и ливадни съобщества. В рамките на защитената местност е забранено да се извършва паша на домашни животни, преследване и унищожаване на дивите животни и техните гнезда или леговища; кастрене и повреждане на дървета; късане или изкореняване на растителност; разкриване на кариери, провеждане на минно-геоложки и други дейности, както и строителство освен предвиденото в устройствения проект.
В защитената местност се опазват 150-годишни букови гори, бял бор, бреза, трепетлика и тревиста растителност. Животинските видове, които се срещат, са диви прасета, елени, зайци.

## История

### През Втората световна война
През есента на 1943 г. партизанска бригада „Георги Бенковски“ провежда акции в с. Душанци и с. Кръстевич. Зимува съвместно с чета „Бачо Киро“ от отряда „Чавдар“. Заедно извършват голяма акция на 24 март 1944 г., при която за кратко превземат гр. Копривщица. Отрядът зимува в землянки под връх Богдан, в местността Барикадите и местността Фетенци, северно от Панагюрище.

### След 9 септември 1944 г.
Мемориално-възпоменателен комплекс „Барикадите“ е построен по инициатива на комитет за изграждането му за увековечаване паметта на загиналите партизански командири и комисари през 1965 г. Участват формирования на БНА, местни жители със средства и труд, ТКЗС от Копривщица и региона. Построява се път до там и до м. Меде дере и с. Старосел, извършва се електрификация на обекта.
Комплексът включва туристически дом на 3 етажа с хотел-ресторант със заседателна зала, туристическа кухня и музейна сбирка. Обектът тъне в разруха от 1990 г.